# استان اولاد جلال
استان اولاد جلال (به عربی: ولایة أولاد جلال) یک استان در الجزایر است که در الجزایر واقع شده‌است. استان اولاد جلال ۱۷۴٬۲۱۹ نفر جمعیت دارد و ۲۷۶ متر بالاتر از سطح دریا واقع شده‌است.